# Malitbog, Bukidnon
Malitbog là một đô thị hạng 4 ở tỉnh Bukidnon, Philippines. Theo điều tra dân số năm 2000, đô thị này có dân số 19.315 người trong 3.608 hộ.

## Các đơn vị hành chính
Malitbog được chia thành 11 barangay.
- Kalingking
- Kiabo
- Mindagat
- Omagling
- Patpat
- Poblacion
- Sampiano
- San Luis
- Santa Ines
- Silo-o
- Sumalsag